# Emil Cedercreutz-museet
Emil Cedercreutz-museet (finska: Emil Cedercreutzin museo) är ett konstnärsmuseum i Harjavalta i Satakunta i Finland.
Museet grundade 1916 och omfattar konstnärshemmet Harjula från 1914, Maahenge-templet från 1916–1942 och senare utbyggnader. Det finns också en skulpturpark med verk av Emil Cedercreutz. Museet ägs av den 1942 instiftade Emil Cedercreutz-stiftelsen och drivs av Harjakunta stad.
Emil Cedercreutz lät i början uppföra byggnaden Hästebohus vid stranden av Ilmijärvi i Kjulo, ritad av Gustaf Strengell. Han blev inte helt nöjd och byggde därför en ny bostad med ateljé i byn Merstola i närheten av Harjavalta vid Kumo älv. Denna ritade han själv. Konstnärshemmet Harjula blev klart 1914. 
Museiverksamheten började 1916, när Jordandestemplet uppförts efter inspiration från Leo Tolstojs tankevärld. Cedercreutz hade då en samling med fordon och båtar och mindre föremål. I början av 1930-talet utvidgade han föremålssamlingen med brukstextiler, folkdräkter och mattor. I slutet av 1940-talet innehöll museets kataloger cirka 1 500 föremål. 
År 1945 grundade Cedercreutz en stiftelse med sitt namn, till vilket han donerade museets fastigheter och samlingar. Efter Cedercreutz död 1949 bildades en lokal förening för att ta över museets verksamhet. En 250 m² stor konsthall, ritad av Toivo Anttila, uppfördes 1957, vilket blev Satakuntas första konstmuseum. 
En ny museibyggnad ersatte 1963–1971 Jordandarnas hus, ritat av Emil Cedercreutz brorson Jonas Cedercreutz, senare kompletterad 1977 och 1996. Museibyggnaden är numera på över 3.300 m². 
År 2013 inrättade en skulpturpark vid Emil Cedercreutz-museet, där det finns omkring tolv skulpturer av Emil Cedercreutz.

## Bilder

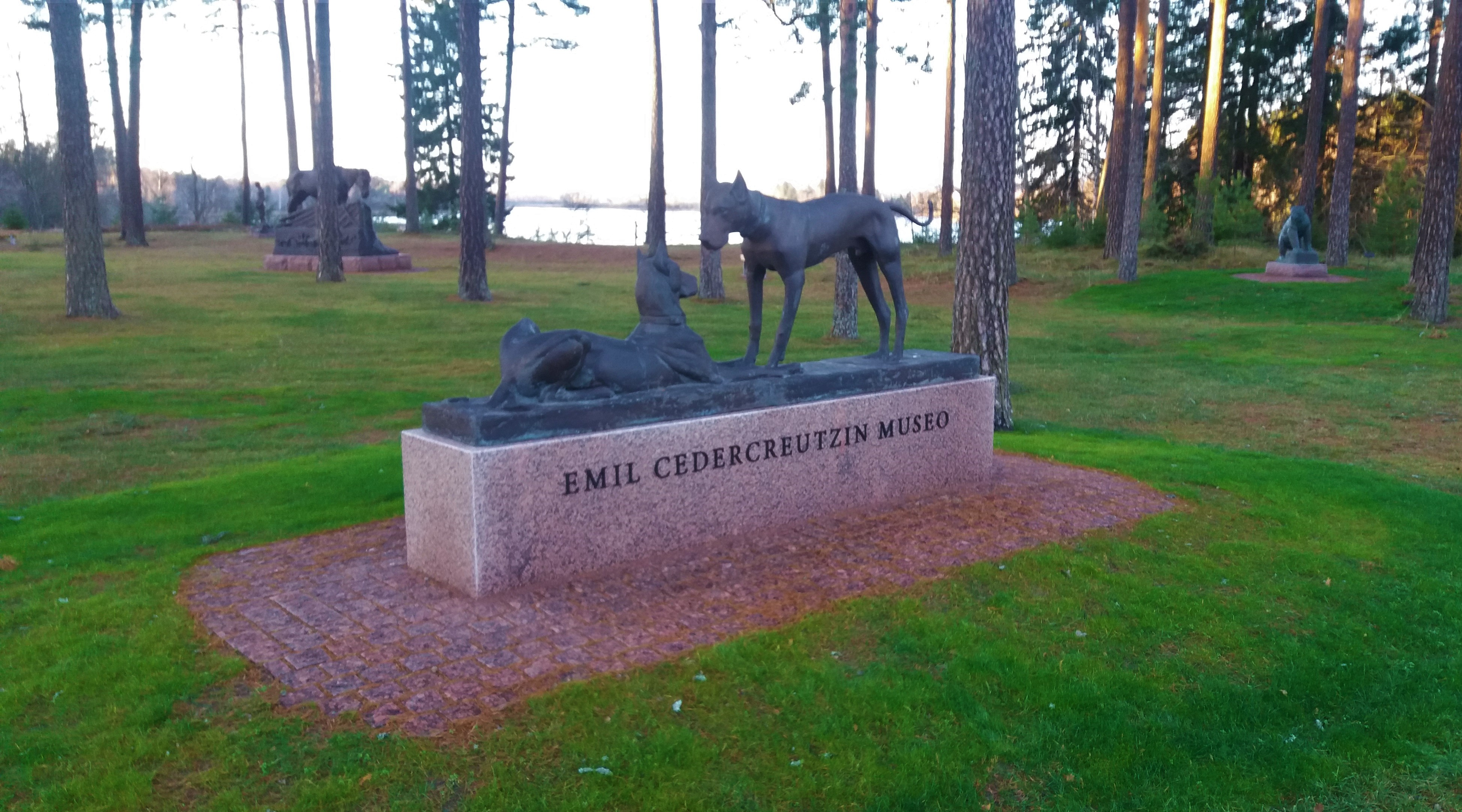
Blodhundar, skapad 1937, gjuten i brons 2017
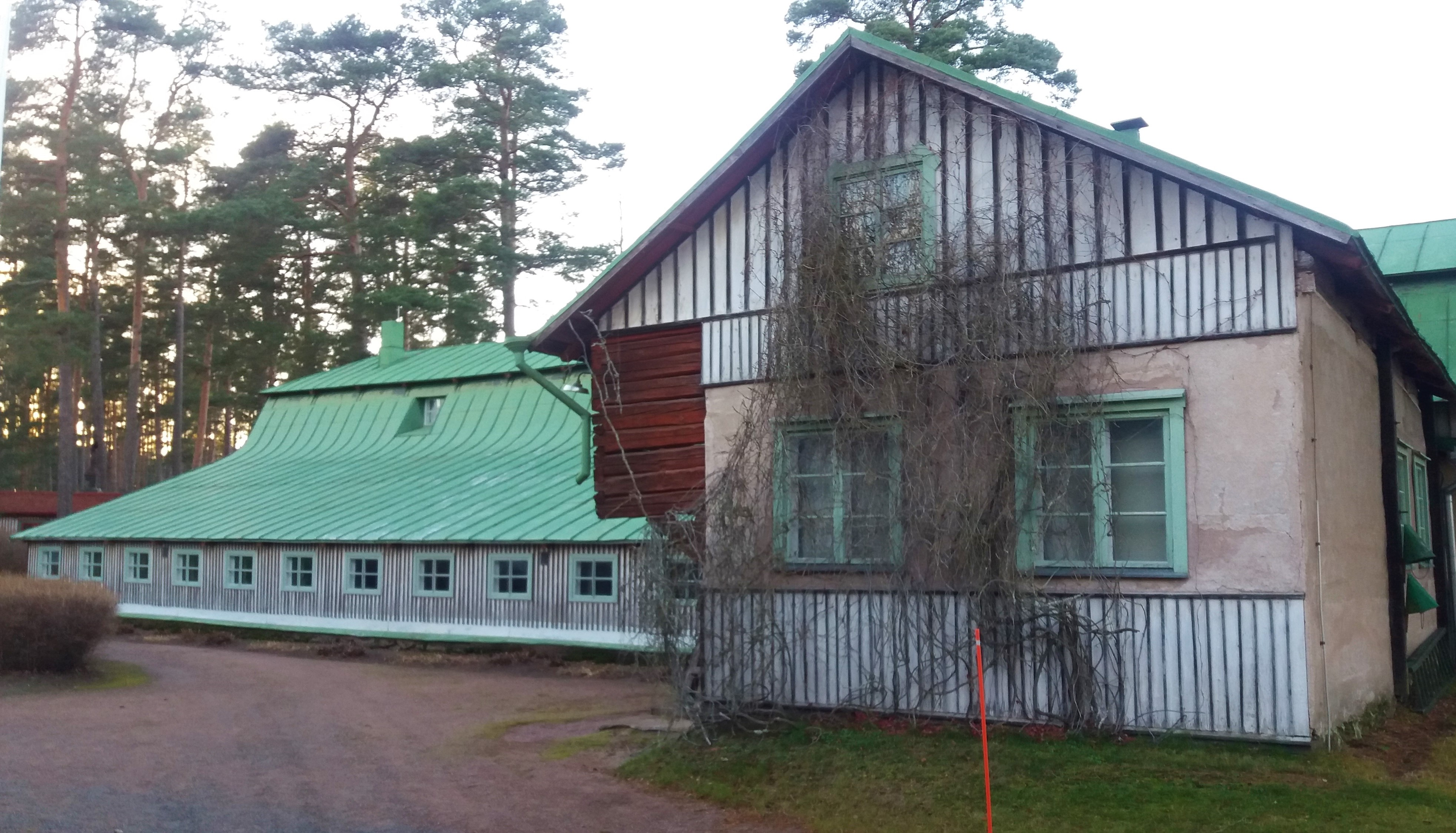
Konstnärshemmet Harjula
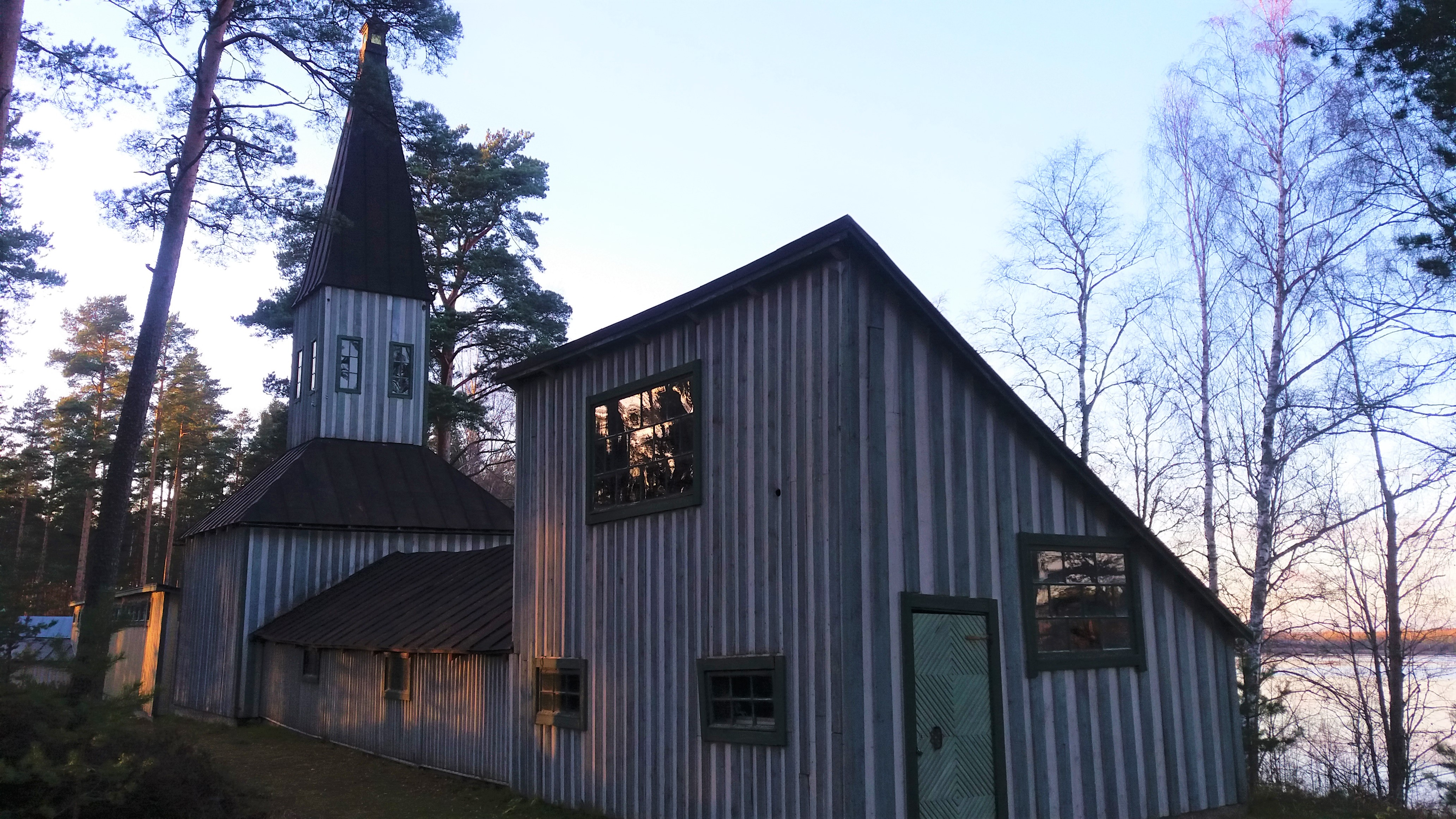
Den äldsta delen av det ursprungliga Jordandarnas tempel
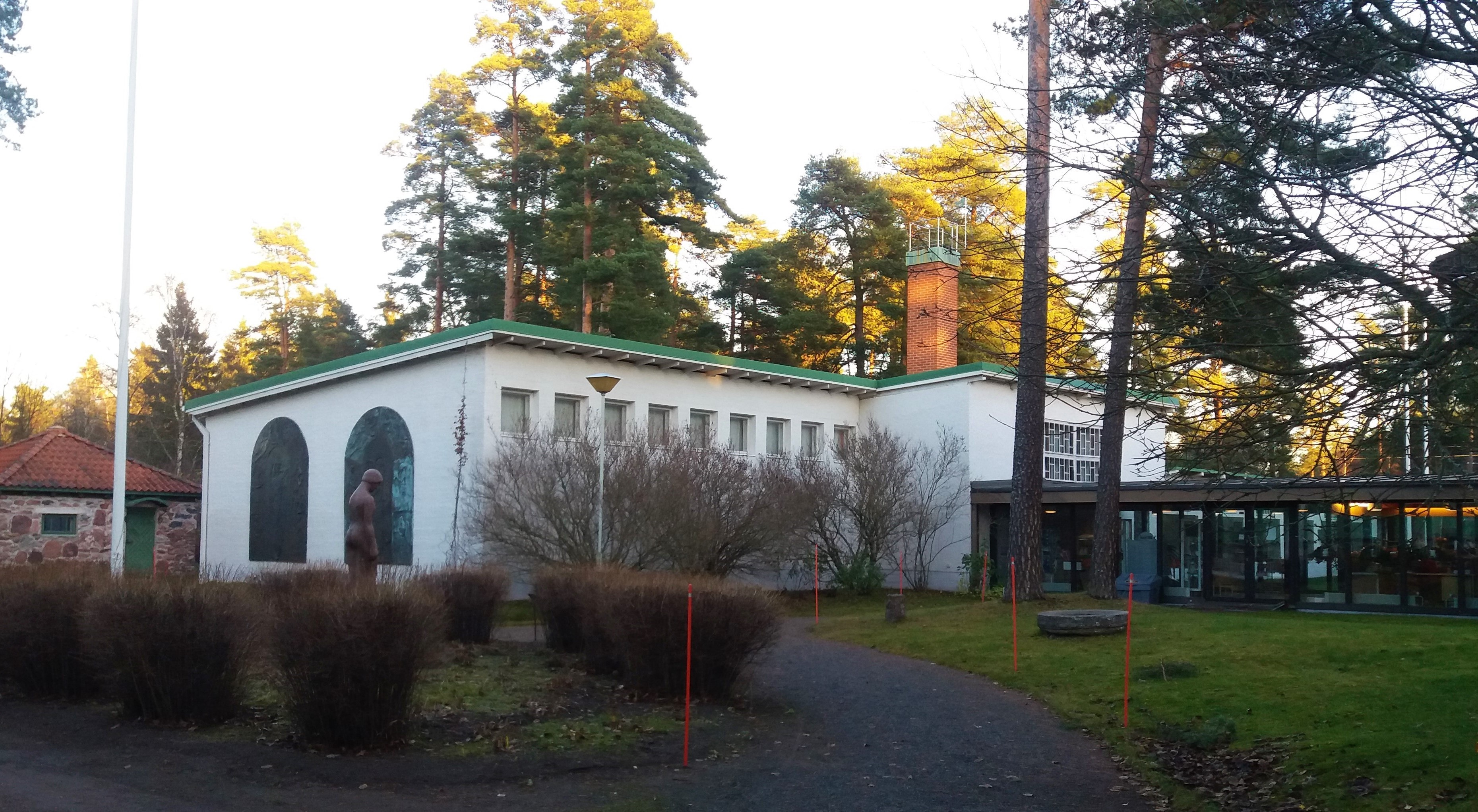
Skulpturhallen från 1957